# Sabet al-Ali
Sabet Obaid Suroor Sabet al-Ali (* 1981) ist ein Fußballschiedsrichterassistent aus den Vereinigten Arabischen Emiraten. Er steht seit 2023 auf der Liste der FIFA-Schiedsrichter.

## Karriere
Als Assistent gehörte er nach Einsätzen im AFC Cup, wo er Teil des Teams von Hanna Hattab und Sultan al-Marzooqi war, auch zum Stab bei der U-16-Asienmeisterschaft 2018, bei welchem er unter verschiedenen Hauptschiedsrichtern zu fünf Einsätzen kam. Nach Einsätzen in der AFC Champions League wurde er als Assistent für die Olympischen Sommerspiele 2024 in das Team von Adel al-Naqbi berufen.